# Zelené pleso Kežmarské
Zelené pleso Kežmarské je jezero za čelní morénou v Dolině Zeleného plesa ve Vysokých Tatrách na Slovensku. Má rozlohu 1,7855 ha a je 188 m dlouhé a 136 m široké. Dosahuje maximální hloubky 4,5 m. Jeho objem činí 31 755 m³. Leží v nadmořské výšce 1545 m.

## Okolí

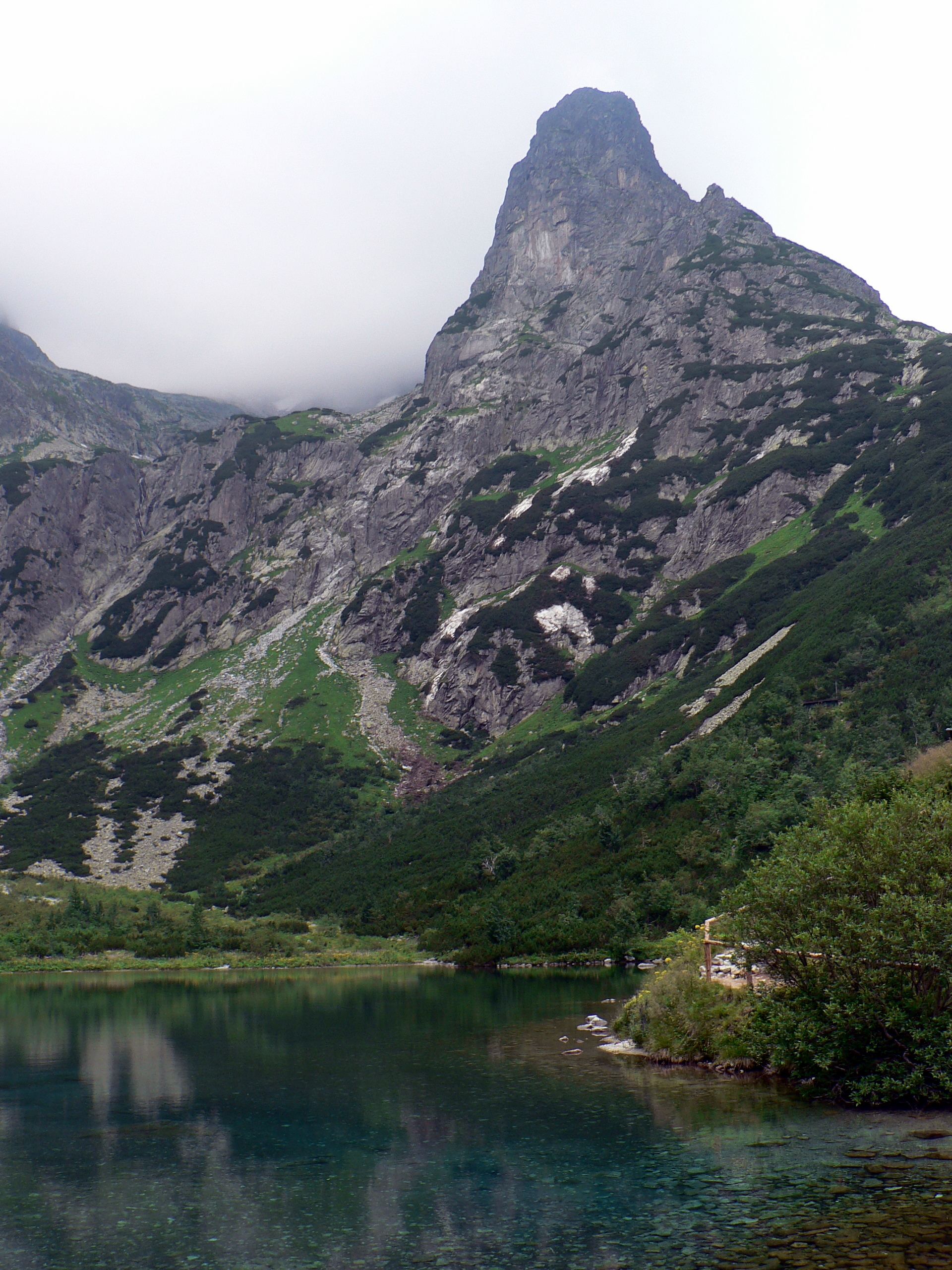
Jastrabia veža a Zelené pleso

Na severu a východě roste na pobřeží kosodřevina, zatímco jih a západ je travnatý a kamenitý. Na jihu se prudce zvedají stěny Ušaté veže, Malého Kežmarského štítu a Kežmarské kopy. Na západě se zvedají prahy Veľké Zmrzlé a Malé Zmrzlé doliny, oddělené hřebenem Jastrabí veže od Červené doliny. Na severu od jezera pozvolna stoupá svah hřebene Kozího štítu a Žeruchové kopy. Na východ klesá Dolina Zeleného plesa. Na moréně plesa stojí Chata pri Zelenom plese.

## Vodní režim
Pleso má dva přítoky. Jsou to
- z jihu přitékající potok od Čierneho plesa.
- ze západu přitékající potok, který vzniká soutokem potoků z Medené kotliny, Veľké Zmrzlé doliny a Červené doliny
- přísun vody zabezpečují také četné prameny, které vyvěrají na jeho písčitém dně.

Na východ z plesa odtéká Zelený potok, který vytváří Bielou vodu, jež ústí do Popradu. Rozměry jezera v průběhu času zachycuje tabulka:
| Rok     | Měření prováděl   | Rozloha ha | Délka m | Šířka m | Hloubka max.m | Objem m³ |
| ------- | ----------------- | ---------- | ------- | ------- | ------------- | -------- |
| [ 2 ]   | Józef Szaflarski  | 1,492      | 198     | 110     | 4,3           | [ 3 ]    |
| 1961–67 | pracovníci TANAPu | 1,770      | 188     | 136     | 4,5           | [ 3 ]    |
| 2005    | Gregor, Pacl      | 1,7855     | [ 3 ]   | [ 3 ]   | 4,5           | 31 755   |

Přirozené zanikání tohoto plesa bylo zastaveno ve 2. polovině 19. století, kdy byl odtok omezen vybudováním hráze.

## Přístup
Pleso je přístupné pro veřejnost po celý rok:
- z východu po  žluté turistické značce z autobusové zastávky Tatranská Lomnica Biela Voda trvá cesta asi 2:30 hodiny pěšky a je možno ji absolvovat i na jízdním kole
- z východu po  modré a  žluté turistické značce z Tatranských Matliarů trvá cesta asi 2:55 hodiny pěšky
- z jihovýchodu po  žluté,  modré a  žluté turistické značce z Tatranské Lomnice trvá cesta asi 3:15 hodiny pěšky

V období od 16. června do 31. října je navíc možný pěší přístup po  tatranské magisrále:
- od Skalnatého plesa trvá cesta asi 2:10 hodiny
- od Veľkého Bieleho plesa trvá cesta asi 30 minut

## Historie
V roce 1565 navštívili pleso měšťané z Kežmarku. Z konce 17. století se dochovala pověst o mládenci, který hledal drahokam a utopil se v plese. Jeho otec poté prokopal čelní morénu, aby snížil hladinu a našel tělo syna. Od tohoto drahokamu pochází podle pověsti zelená barva plesa.